# 사우던 퍼시픽 사 대 아리조나 사건
사우던 퍼시픽 사 대 아리조나 사건(Southern Pacific Company v. State of Arizona)은 미국 연방대법원의 유명 판례이다. 미국 아리조나 주는 철도회사에 대해 14명 이상 승객을 태운 70량 이상의 열차가 운영되는 것을 금지시키자 철도회사는 이것이 통상조항위반이라고 하고 소를 제기하였다. 주법이 통상조항위반인지 판단하면서 대법원은 합리성심사와 별도로 좀 더 까다로운 이익형량원칙을 사용하였다.